# Рыбацкий узел
Рыба́цкий у́зел (англ. Fisherman’s Knot — «узел рыбака» или Angler’s Bend — «узел удильщика») — соединяющий постоянный узел, который используют для постоянного соединения вместе концов двух коротких тросов одинакового диаметра для удлинения в один длинный трос. Состоит из двух простых узлов, завязанных ходовыми концами двух тросов на коренных. Применяют в рыболовстве для связывания рыболовных лесок и для крепления к леске поводков.
Также является одним из «любовных» узлов.

## Способ завязывания

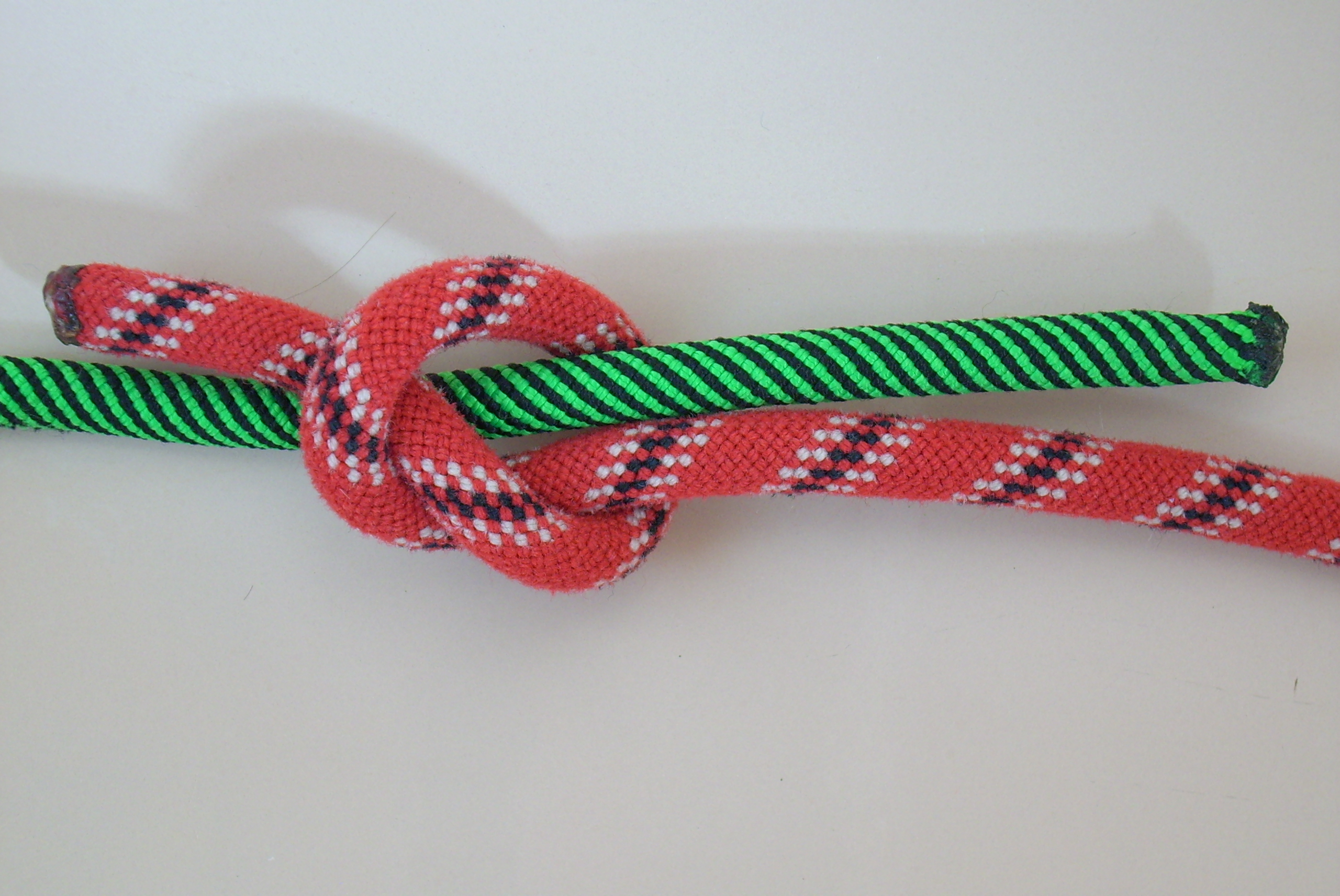
1. Сложить рядом друг с другом параллельно ходовые концы двух рыболовных лесок. Завязать простой узел к себе[35] концом одной лески.
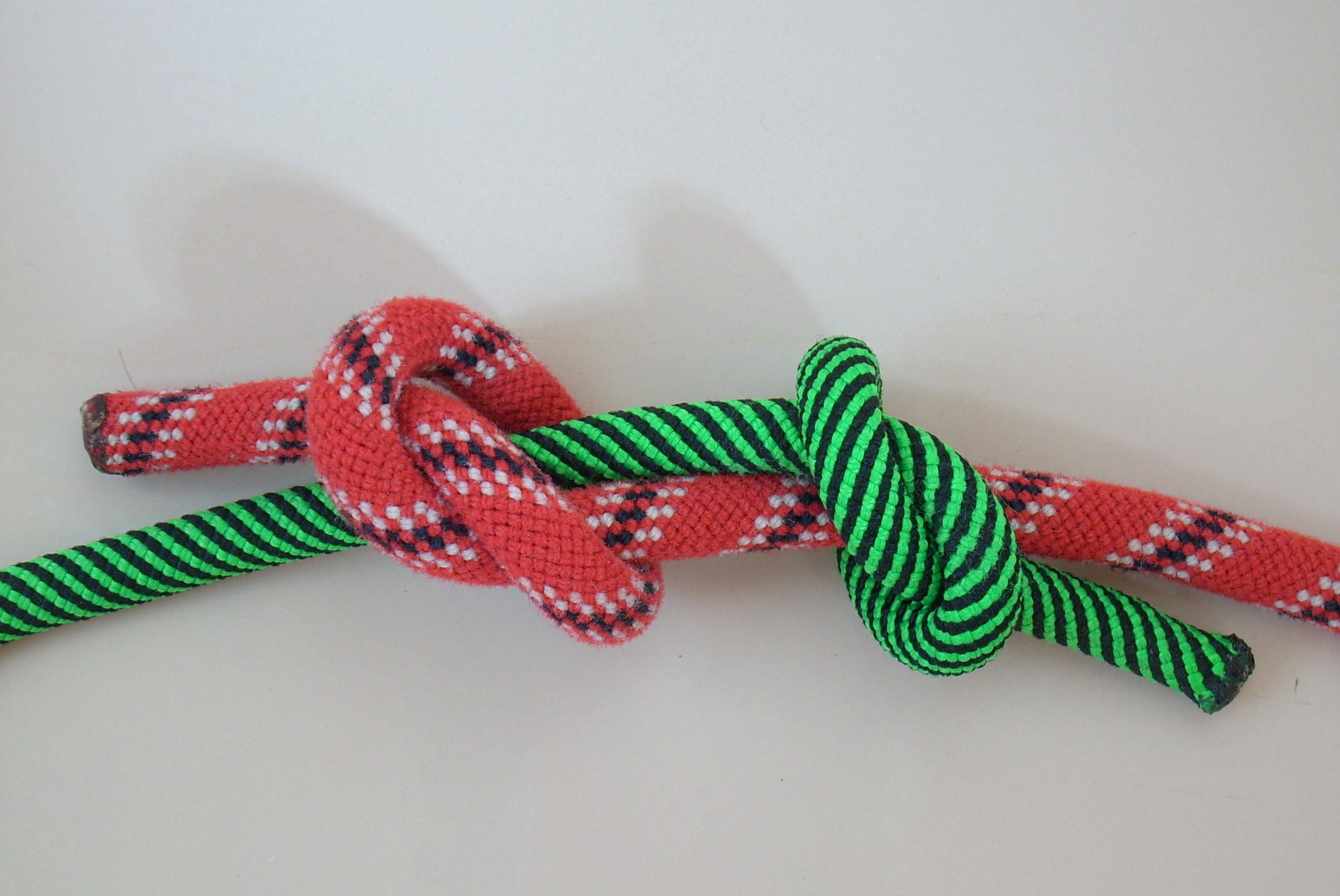
2. Завязать простой узел от себя концом другой лески.
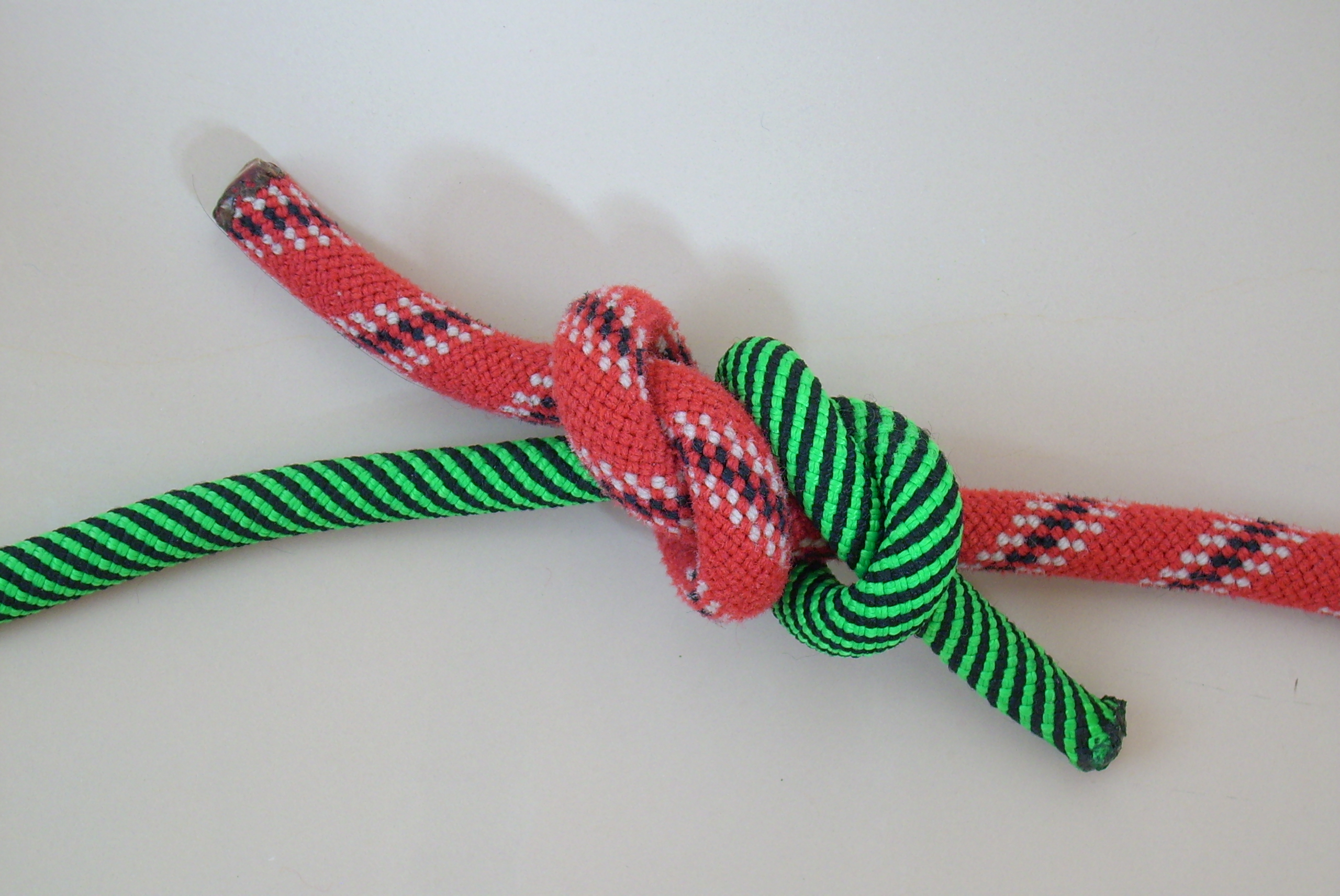
3. Затянуть узел, одновременно потянув за коренные концы обеих лесок.

Ошибки при завязывании
- Если обе половины узла завязаны в одну и ту же сторону[36]
- Если на скользких тросах отсутствуют контрольные или стопорные узелки на ходовых концах
- Если используют троса разных диаметров или материалов

## Признаки
Плюсы
- Узел — надёжен (на тросах из растительного материала и если стопорные узлы в наличии)
- Узел — очень прочен[25]
- Самый употребляемый рыболовами узел из всех соединяющих концы двух лесок узлов[25]

Минусы
- Узел — громоздкий[25]
- Ползёт на скользких материалах
- Стопорные узлы на ходовых концах верёвок, выходящих из узла, — необходимы[37] (ходовыми концами на коренных)[38]
- Сильно затягивается
- Трудно развязывать
- Трудно определить правильность завязывания лишь по внешнему виду узла
- Легко ошибиться при завязывании

## Применение
В ткацком деле
- Для постоянного связывания вместе концов двух нитей в ткацком станке без намерения развязать после, также носит условное название «ткацкий» узел

В рыболовстве
- В рыболовстве узел применяют для связывания вместе рыболовных лесок
- Для крепления к леске поводков

В туризме
- В альпинизме и туризме под названием «ткацкий» узел (рыбацкий узел) используют для соединения вместе концов двух коротких верёвок одинакового диаметра для удлинения в одну длинную верёвку

## Фотогалерея
- Способ завязывания рыбацкого узла:
1. Сложить концы двух верёвок параллельно друг другу.
2. Завязать простой узел от себя правым концом верёвки на левой.
3. Завязать простой узел на себя левым концом верёвки на правой.
4. Потянуть одновременно за коренные концы правой и левой верёвок, затягивая узел

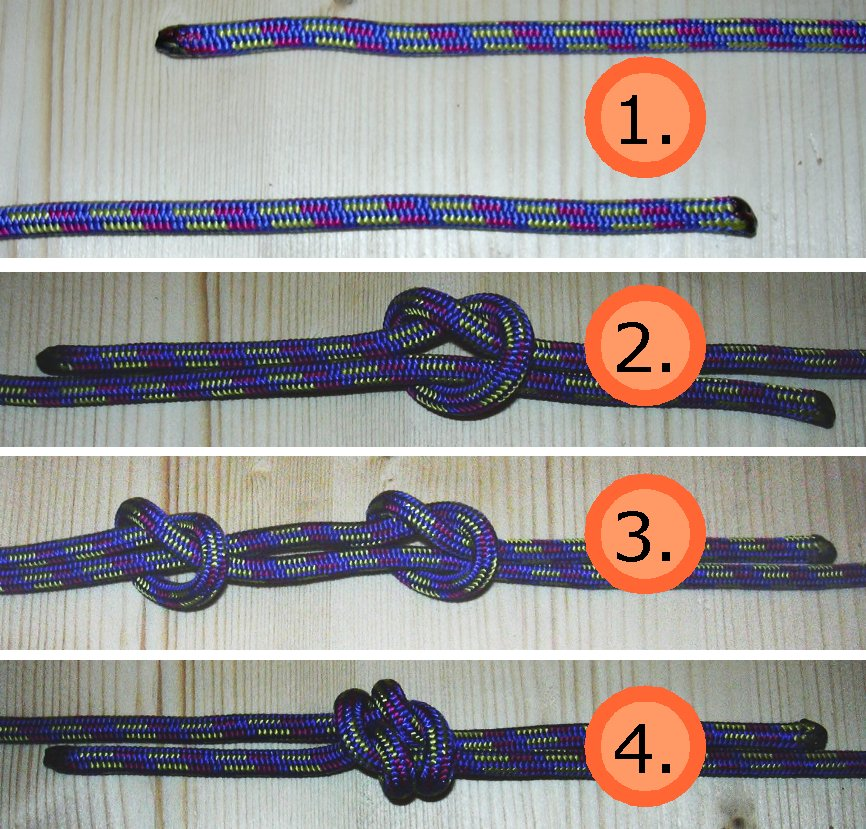
Способ завязывания рыбацкого узла: 1. Сложить концы двух верёвок параллельно друг другу. 2. Завязать простой узел от себя правым концом верёвки на левой. 3. Завязать простой узел на себя левым концом верёвки на правой. 4. Потянуть одновременно за коренные концы правой и левой верёвок, затягивая узел
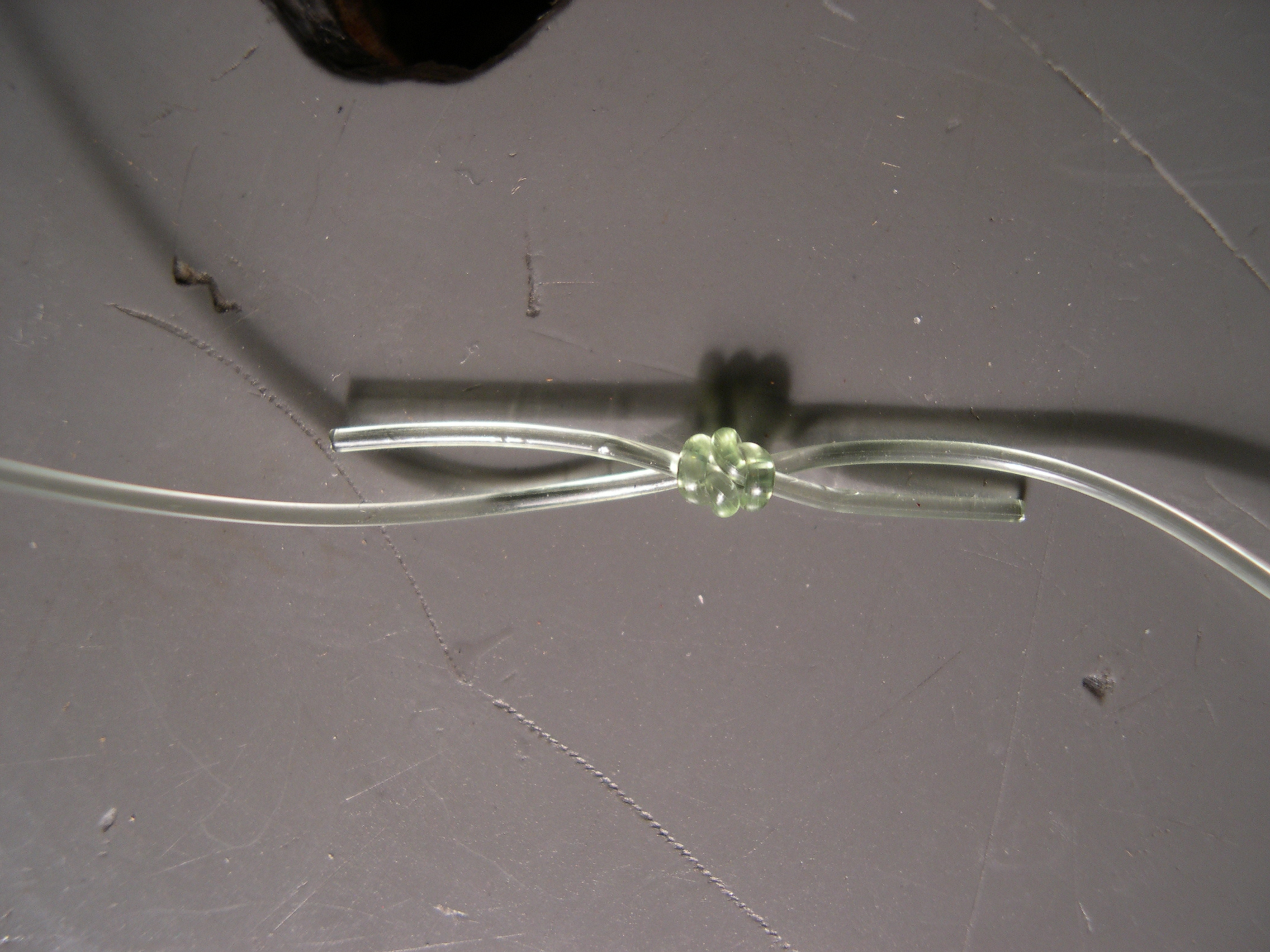
правильно завязанный рыбацкий узел, завязанный концами рыболовной лески
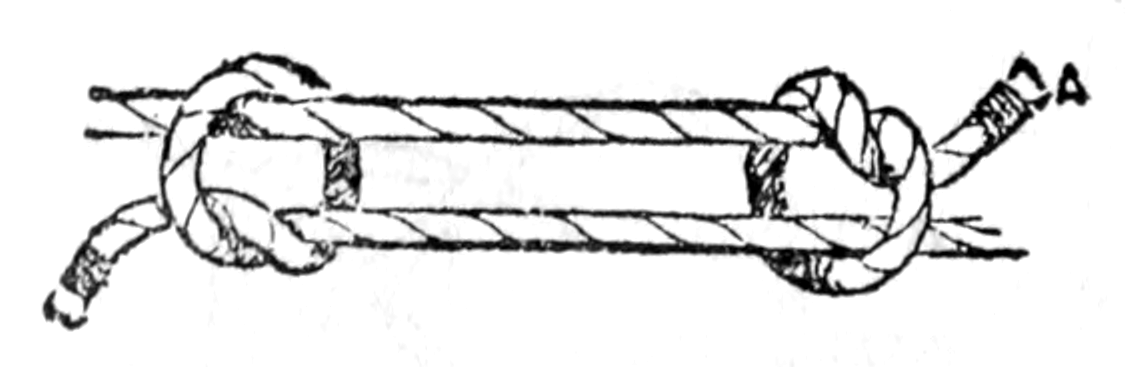
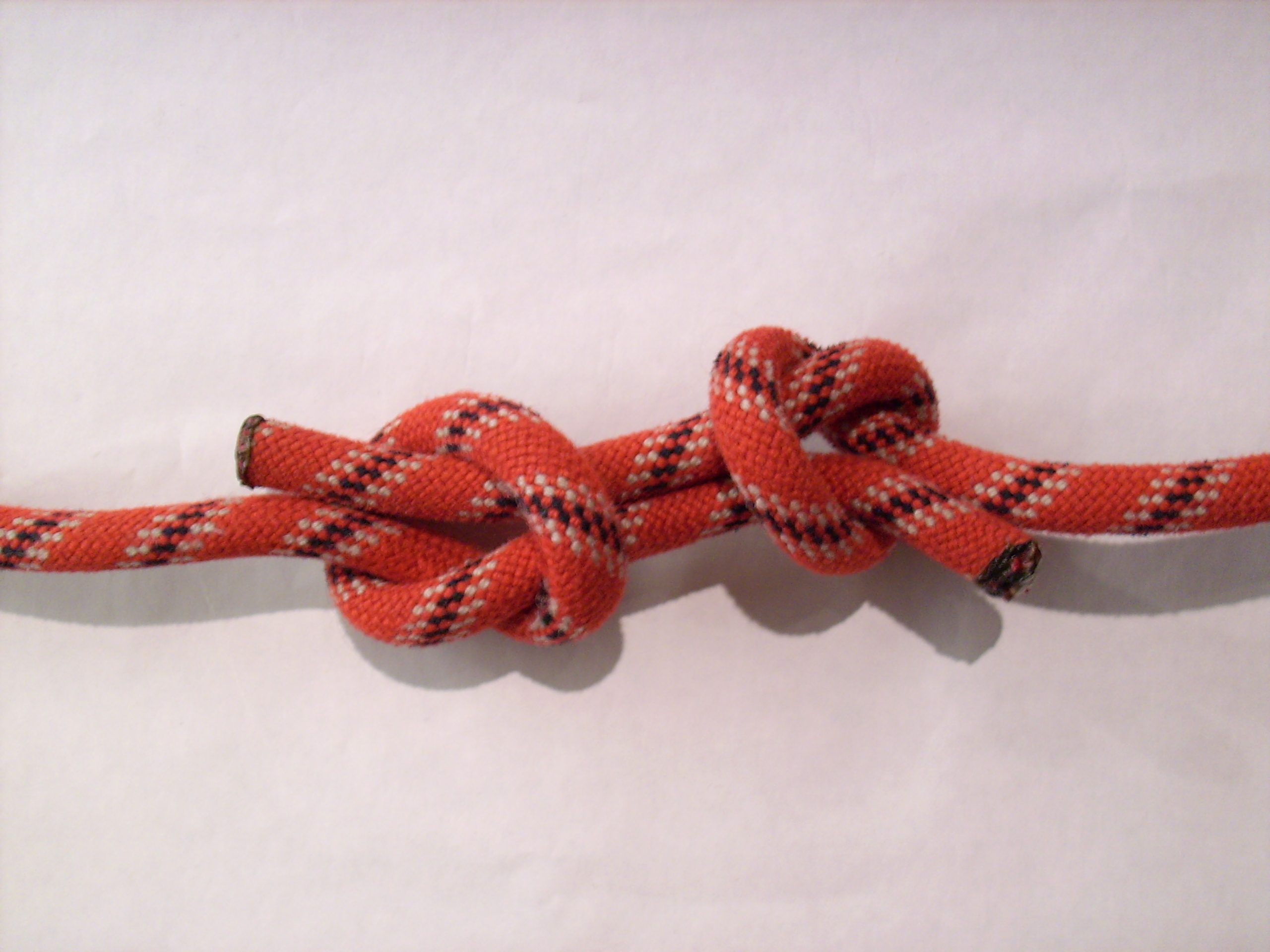
неправильно завязанный опасный узел[35] — узлы завязаны несимметрично и концы не имеют достаточной для надёжности длины